# Coscinasterias calamaria
Coscinasterias calamaria, hay sao biển 11 cánh, là một loài sao biển trong họ Asteriidae, đặc hữu phía nam Australia và New Zealand. Nó được tìm thấy xung quanh mức thủy triều thấp và dưới, dưới đá và lang thang trên tảo trong hồ bơi. Cánh dài đến 30 cm.
Coscinasterias calamaria là loài sao biển lớn nhất ở phía nam Australia và New Zealand. Mặc dù được gọi là sao biển 11 cánh nhưng số cánh sao có thể đến 14, nhưng 11 là mức chuẩn.